# Filippo Dodero
Filippo Dodero (4 de junio de 1976) es un deportista italiano que compitió en remo. Ganó dos medallas de bronce en el Campeonato Mundial de Remo, en los años 1998 y 1999, ambas en la prueba de ocho con timonel ligero.

## Palmarés internacional
| Campeonato Mundial | Campeonato Mundial      | Campeonato Mundial | Campeonato Mundial      |
| Año                | Lugar                   | Medalla            | Prueba                  |
| ------------------ | ----------------------- | ------------------ | ----------------------- |
| 1998               | Colonia (Alemania)      | Medalla de bronce  | Ocho con timonel ligero |
| 1999               | St. Catharines (Canadá) | Medalla de bronce  | Ocho con timonel ligero |